# Langevåg
Langevåg es una localidad del municipio de Bømlo en la provincia de Hordaland, Noruega.  Se ubica en la punta sur de la isla de Bømlo, en la costa del Bømlafjorden. Está 12 km al sur de Lykling. En el 2013 tenía 796 habitantes repartidos en una superficie de 1,15 km², dando una densidad de 692 hab/km². Es la cuarta villa más poblada del municipio.

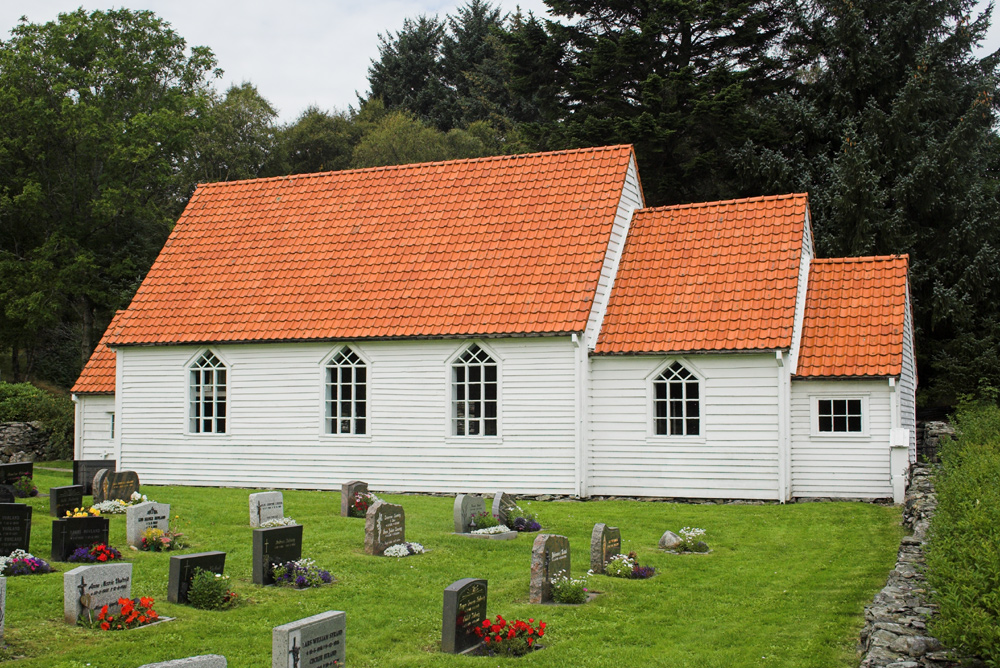
Vista de la antigua iglesia de Bømlo

La ruta estatal noruega 541 atraviesa el poblado y finaliza en el puerto del transbordador, que une Langevåg con Buavåg (en el municipio de Sveio). Su importancia histórica radica en que es sede de la antigua iglesia de Bømlo (que data del siglo XVII) y de la nueva iglesia de Bømlo (construida en 1960).